# Copa Estado de São Paulo de Futebol de 1999
A Copa Estado de São Paulo de Futebol de 1999, foi a 6.ª edição da atual Copa Paulista de Futebol. O intuito desta competição é movimentar os clubes que não participam dos Campeonatos Brasileiros ou que exercitem os times "B" (no caso dos grandes). Nesta edição, o campeão tinha o direito de disputar a Série C do Brasileirão de 2000, que seria transformado na Copa João Havelange. O objetivo foi gerar mais competitividade ao torneio. 

## Participantes
| - Araçatuba (Araçatuba) - Atlético Sorocaba (Sorocaba) - Bandeirante (Birigui) - Comercial (Ribeirão Preto) - Etti Jundiaí* (Jundiaí) - Ferroviária (Araraquara) - Francana (Franca) - Garça (Garça) - Inter de Limeira (Limeira) - Inter de Bebedouro (Bebedouro) - Ituano (Itu) - Jaboticabal (Jaboticabal) - Matonense (Matão) - Mirassol (Mirassol) | - Mogi Mirim (Mogi Mirim) - Nacional-SP (São Paulo) - Noroeste (Bauru) - Paraguaçuense (Paraguaçu Paulista) - Portuguesa Santista (Santos) - Rio Branco-SP (Americana) - Rio Preto (São José do Rio Preto) - Santo André (Santo André) - São Bento (Sorocaba) - Sãocarlense (São Carlos) - São José-SP (São José dos Campos) - Taubaté (Taubaté) - União Barbarense (Santa Bárbara d'Oeste) - XV de Jaú (Jaú) |

OBS.: *O Etti Jundiaí é o atual Paulista Futebol Clube.

## Fórmula de Disputa
A competição tem quatro fases. A primeira é com os 28 divididos em 7 grupos com 4 equipes cada, jogando em turno e returno.
Na segunda fase, já começa na fase mata-mata, com as quartas-de-final. Na terceira fase a semi-final e na quarta fase a grande final para decidir quem é o campeão e quem assegura a vaga para a Copa João Havelange Módulo Branco (Série C)

### Final
| 28 de Novembro | Ituano | 1–2 | Etti Jundiaí | Estádio Dr. Novelli Junior |
| 19:30          |        |     |              |                            |

| 05 de Dezembro | Etti Jundiaí | 0–0 | Ituano | Estádio Jayme Cintra |
| 19:30          |              |     |        |                      |

## Premiação
| Copa Estado de SP de futebol de 1999 |
| ------------------------------------ |
| Etti Jundiaí Campeão (1º título)     |